# Aulacocalyx caudata
Aulacocalyx caudata là một loài thực vật có hoa trong họ Thiến thảo. Loài này được (Hiern) Keay mô tả khoa học đầu tiên năm 1958.